# Mike Cuozzo
Michael Antonio Cuozzo, noto anche con lo pseudonimo di Mighty Mike (Newark, 12 giugno 1925 – North Caldwell, 2 aprile 2006), è stato un sassofonista statunitense.

## Biografia
Nato a Newark, dal 1945 vive con la famiglia a North Caldwell. Dopo le due registrazioni fatte, nel 1957 lascia la carriera di sassofonista per diventare prima imprenditore edile e successivamente, attorno al 1970, rivenditore della Toyota Motors a North Caldwell. Dopo alcune operazioni al cuore, muore il 2 aprile 2006.

## Carriera
Lacia la scuola prima del diploma per intraprendere la carriera di sassofonista e clarinettista. Dopo gli anni passati in tour con l’orchestra di Shep Fields, “Shep Fields and His Rippling Rhythm”, suonando per la U.S.O. nel corso della Seconda Guerra Mondiale, tra la fine gli anni ’40 e i primi anni '50 Mike Cuozzo lavora costantemente con le big band del New Jersey, tra le tante quelle di Joe Marsala ed Elliot Lawrence, facendosi conoscere e utilizzando questa esperienza per registrare, nel 1955, il disco "Mighty Mike Cuozzo”, uscito per la Savoy Records nel 1956.
Il 1956 fu anche l'anno di un'altra registrazione di Cuozzo, una collaborazione con il Costa-Burke Trio (diretto dal pianista Eddie Costa e dal bassista Vinnie Burke).
Nel 1958 rifiuta un ingaggio con la Tommy Reynolds Band.
Fino agli anni '90, continua ad esibirsi saltuariamente presso il Meadowbrook Theater di Cedar Grove, presso Mayfair Farms a West Orange e altri club locali.